# Helsinki
Helsinki (pronuncia: /ˈɛlsinki/; pronuncia finlandese /ˈhelsiŋki/ ; in svedese Helsingfors, /hɛlsɪŋˈfɔrs/, ) è la capitale della Finlandia. Con 664028 abitanti è anche la città più popolosa del Paese.
Si trova nella regione dell'Uusimaa ed è bilingue finlandese e svedese.
Helsinki è geograficamente situata nella parte meridionale del Paese sulle rive del golfo di Finlandia, parte del mar Baltico, di fronte alla capitale dell'Estonia, Tallinn, e si estende su più isole.
L'area metropolitana di Helsinki include l'area urbana della città, Espoo, Vantaa, Kauniainen e paesi limitrofi. È l'area metropolitana più a nord nel mondo, con il suo milione di abitanti è la città e capitale più a nord degli Stati membri dell'Unione europea.
A Helsinki hanno sede il parlamento, il governo, sette università e le sedi dei vescovi evangelico-luterani, cattolici e russo-ortodossi.
Nello slang di Helsinki la città è chiamata Stadi (per il vocabolo svedese stad, "città") o Hesa (forma abbreviata di "Helsinki" con il suffisso gergale -sa), lasciando intendere che chi usa il termine Stadi sia nativo della città. Helsset è il termine usato dai sami del Nord per Helsinki.

## Geografia fisica

### Territorio

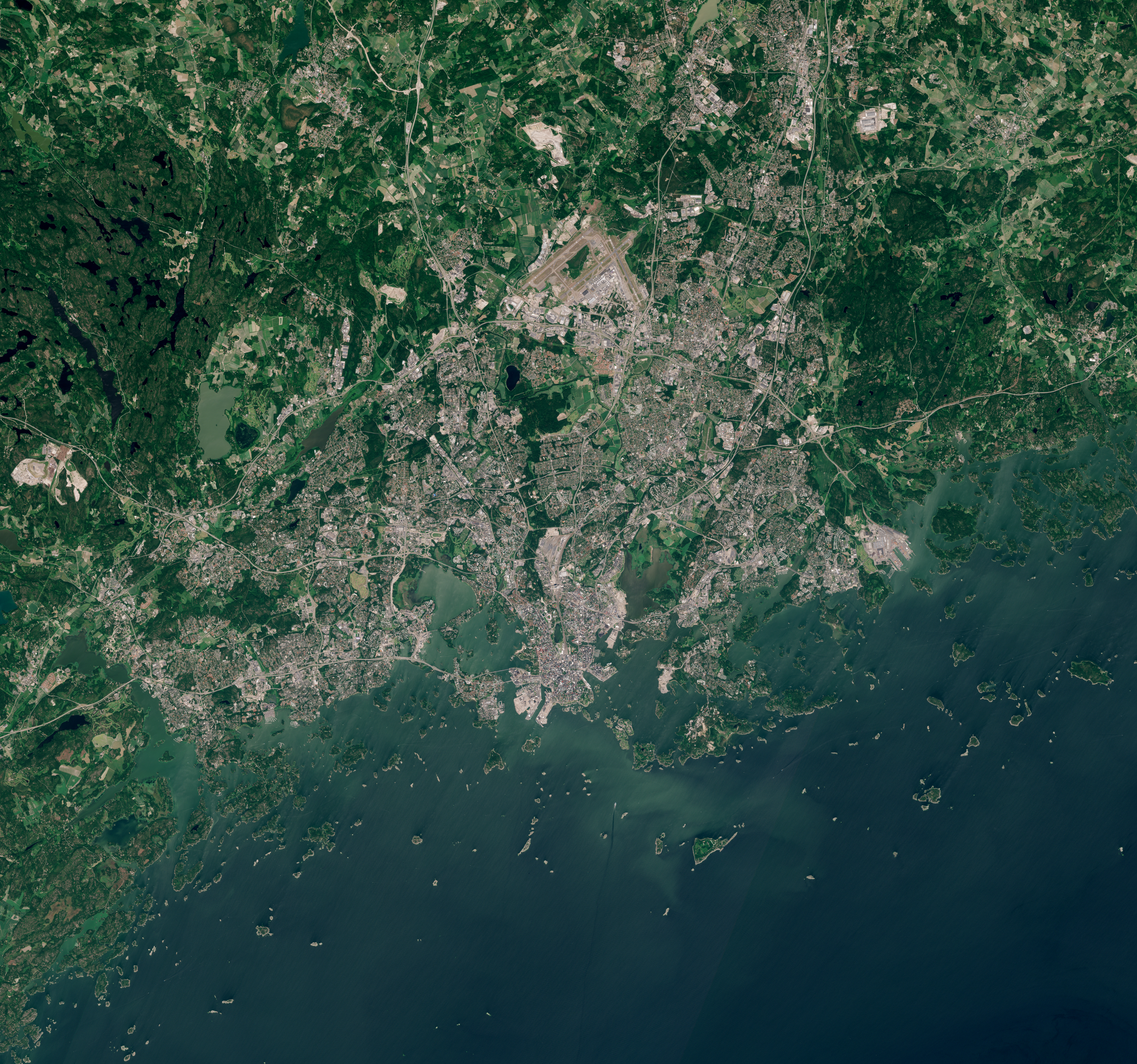
Immagine satellitare della città

Helsinki è una modernissima città affacciata sul mar Baltico (dove vive circa un decimo della popolazione del paese) su una penisola principale, varie altre penisole e isole minori definiscono i limiti della città.

### Clima
Il clima è boreale umido (Köppen Dfb) e, nonostante la latitudine nordica, è mitigato dal mare seppur meno "scaldato" dalla tiepida Corrente del Golfo rispetto alla Norvegia e alla Svezia, che sono nazioni climaticamente meno continentali della Finlandia. In gennaio e febbraio le temperature medie sono di circa −4,5  °C, mentre le medie da giugno ad agosto sono di 16 °C.
| Helsinki Kaisaniemi 1971–2000 | Mesi  | Mesi  | Mesi  | Mesi  | Mesi | Mesi | Mesi | Mesi | Mesi | Mesi  | Mesi  | Mesi  | Stagioni | Stagioni | Stagioni | Stagioni | Anno  |
| Helsinki Kaisaniemi 1971–2000 | Gen   | Feb   | Mar   | Apr   | Mag  | Giu  | Lug  | Ago  | Set  | Ott   | Nov   | Dic   | Inv      | Pri      | Est      | Aut      | Anno  |
| ----------------------------- | ----- | ----- | ----- | ----- | ---- | ---- | ---- | ---- | ---- | ----- | ----- | ----- | -------- | -------- | -------- | -------- | ----- |
| T. max. media (°C)            | −1,7  | −2,2  | 1,2   | 6,8   | 14,0 | 18,7 | 20,9 | 19,3 | 13,9 | 8,6   | 3,6   | 0,2   | −1,2     | 7,3      | 19,6     | 8,7      | 8,6   |
| T. media (°C)                 | −4,2  | −4,9  | −1,5  | 3,3   | 9,9  | 14,8 | 17,2 | 15,8 | 10,9 | 6,2   | 1,4   | −2,2  | −3,8     | 3,9      | 15,9     | 6,2      | 5,6   |
| T. min. media (°C)            | −6,9  | −7,7  | −4,2  | 0,4   | 6,0  | 11,0 | 13,7 | 12,6 | 8,1  | 3,8   | −0,8  | −5,0  | −6,5     | 0,7      | 12,4     | 3,7      | 2,6   |
| T. max. assoluta (°C)         | 8,5   | 10,3  | 11,5  | 21,9  | 27,5 | 30,5 | 30,8 | 31,2 | 24,1 | 17,4  | 11,6  | 12,6  | 12,6     | 27,5     | 31,2     | 24,1     | 31,2  |
| T. min. assoluta (°C)         | −34,3 | −26,0 | −20,5 | −10,5 | −3,1 | 2,1  | 7,1  | 3,4  | −4,5 | −11,6 | −18,6 | −29,5 | −34,3    | −20,5    | 2,1      | −18,6    | −34,3 |
| Giorni di gelo (Tmin ≤ 0 °C)  | 26    | 24    | 23    | 13    | 1    | 0    | 0    | 0    | 1    | 6     | 15    | 23    | 73       | 37       | 0        | 22       | 132   |
| Precipitazioni (mm)           | 47    | 36    | 38    | 36    | 32   | 49   | 62   | 78   | 66   | 73    | 68    | 58    | 141      | 106      | 189      | 207      | 643   |
| Nevicate (cm)                 | 14    | 23    | 23    | 0     | 0    | 0    | 0    | 0    | 0    | 0     | 1     | 7     | 44       | 23       | 0        | 1        | 68    |

## Storia
Helsinki venne fondata nel 1550 su ordine del re di Svezia Gustav Vasa con il nome di Helsingfors sul sito di Forsby, alla foce del fiume Vanda. Il villaggio era affiancato già da un porto, menzionato per la prima volta con il nome di Helsinge ("stretto", "golfo", "approdo") nel 1351 in un documento del re Magnus II di Svezia che garantiva i diritti per la pesca del salmone sul fiume Vantaa al monastero estone di Padise.
Per rivaleggiare con Tallinn, re Gustav ordinò ai mercati di Porvoo, Ekenäs, Rauma e Ulvila di trasferirsi a Helsinki ma con la conquista dell'Estonia (1561) da parte della Svezia, cessò la necessità di espandere la città, ed Helsinki rimase un povero paesino.
Nel 1640 Per Brahe il Giovane consigliò a Cristina di Svezia di far trasferire la città nella sede attuale (attorno alla Piazza del Senato).
Nel 1748 il governo svedese iniziò la costruzione della fortezza di Sveaborg (Suomenlinna in finlandese), come protezione contro l'espansionismo russo. Al primo assedio Suomenlinna cadde.
Dopo che la sovranità della Finlandia passò alla Russia, nel 1809, lo zar Alessandro I decise di spostare la capitale finlandese da Turku a Helsinki nel 1812, in quanto la relativa debolezza dell'influenza svedese sulla città, e la sua vicinanza a San Pietroburgo, avrebbero reso il controllo del governo locale più semplice.
Per ridurre ulteriormente l'influenza svedese nella regione, nel 1827 fu spostata da Turku a Helsinki l'unica università del paese. Questo fatto consolidò il nuovo ruolo della città provocando una rapida crescita della popolazione e dello sviluppo urbanistico.
Dal 1918 Helsinki è la capitale della repubblica indipendente della Finlandia.

## Monumenti e luoghi d'interesse

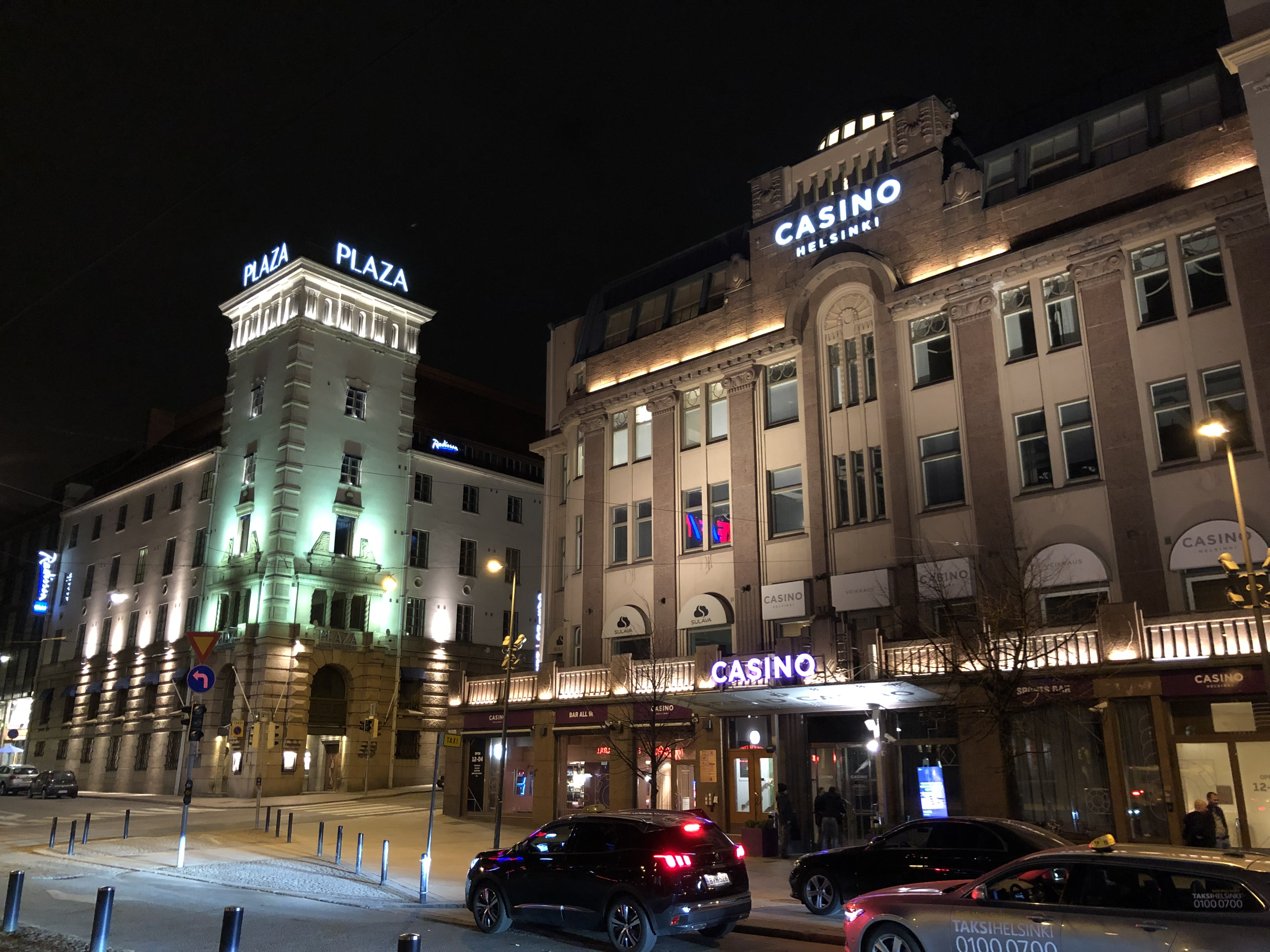
Il casinò di Helsinki

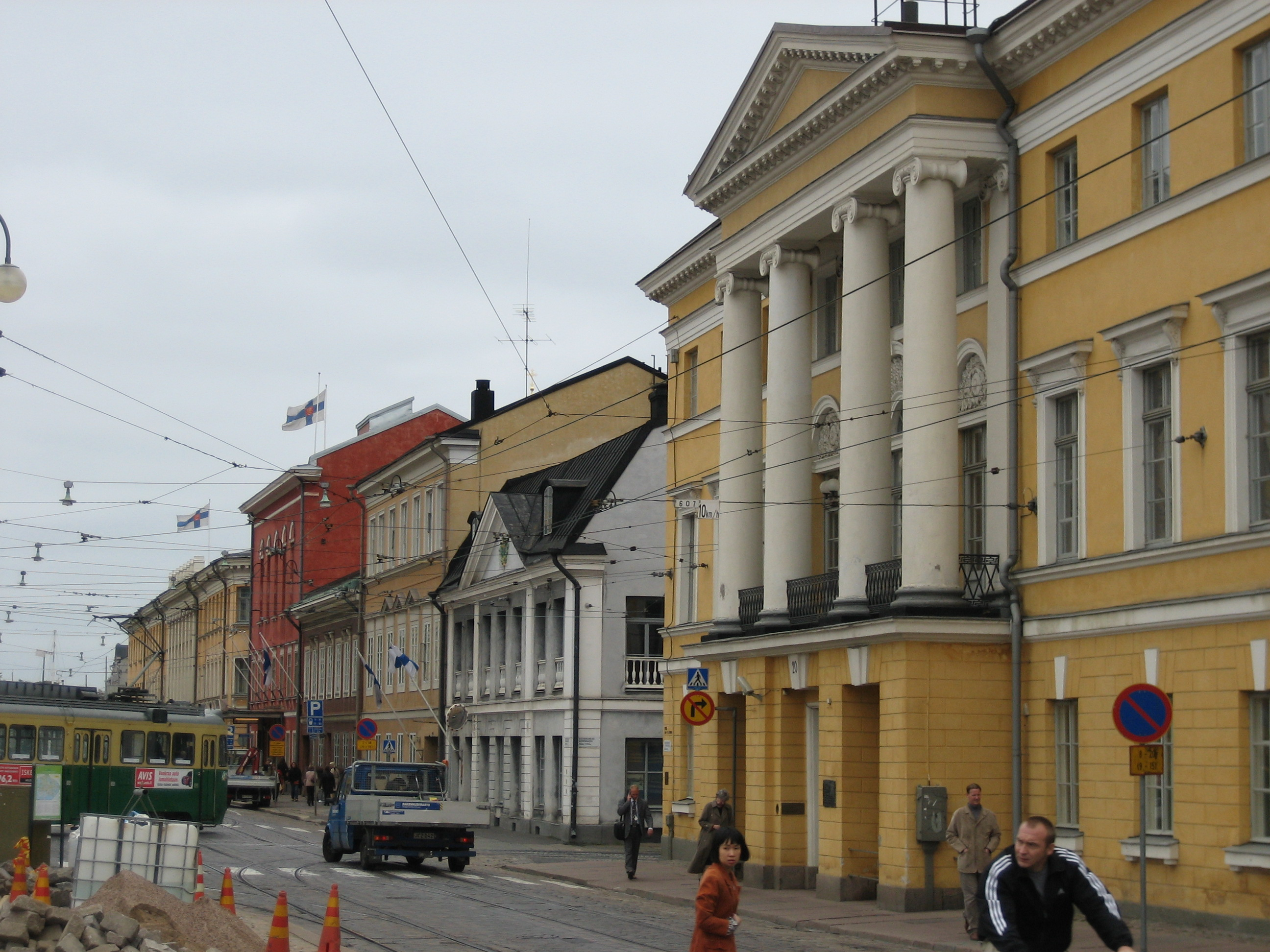
Aleksanterinkatu

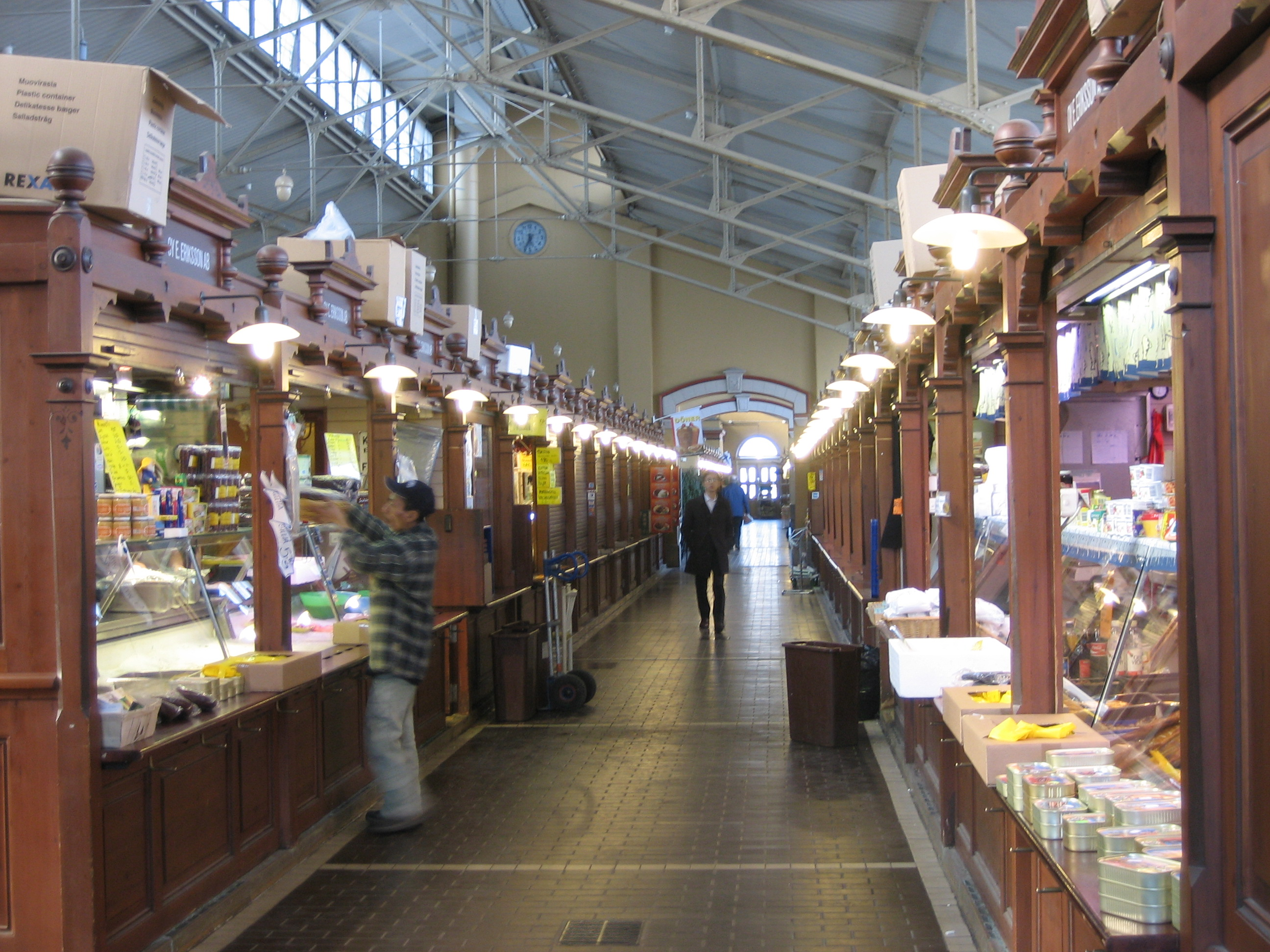
L'interno del mercato coperto Kauppahalli, in centro città

L'architettura di Helsinki è caratterizzata dal cosiddetto stile nordico, le cui caratteristiche sono l'eleganza, l'austerità e la sobrietà. Gli edifici residenziali del centro storico, soprattutto dei quartieri di Punavuori e di Kruununhaka, risalgono in larga parte al primo novecento, presentano decorazioni ispirate alla natura (fiori, piante, animali) e sono spesso arricchiti da bovindo che permettono di catturare maggior quantità di luce. Nei quartieri di Käpylä e Töölö sono invece ancora presenti antiche costruzioni in legno.
L'area che circonda la Piazza del Senato, con la cattedrale luterana della città, rappresenta una testimonianza dello stile neoclassico, mentre la tradizione architettonica bizantino-russa si ritrova nella cattedrale ortodossa Uspenski, progettata da Aleksander Gornostajev e terminata nel 1868. Questa è la più grande chiesa ortodossa dell'Europa occidentale e, con le sue tipiche cupole a cipolla dorate, rappresenta uno dei segni più evidenti della presenza russa in Finlandia.
La Kristuskyrkan (Chiesa di Cristo), nel centro storico di Helsinki localizzata nel distretto di Etu-Töölö a breve distanza dal parlamento e dal Museo Nazionale è un tipico esempio di stile neogotico finlandese, l'edificio interamente costruito in pietra, mattoni in cotto e rame è opera dell'architetto Atte V. Willberg (1928). La torre campanaria con la sua guglia raggiunge un'altezza di 59 metri ed è visibile anche in lontananza dalla baia di Töölö.
Lo Jugendstil tedesco fu adottato a Helsinki assumendo delle caratteristiche proprie (stile nazional-romantico), con esempi eleganti quali la Jugendsali (1904) di Lars Sonck e il Museo nazionale (1910) degli architetti Gesellius, Lindgren e Saarinen. A quest'ultimo si deve anche la stazione centrale, terminata nel 1914.
L'edificio del Eduskunta, il parlamento, progettato da Johan Sigfrid Sirén, risale invece al 1931 e rappresenta un esempio di classicismo nordico.
I principali esempi di funzionalismo sono lo Stadio Olimpico (1938) e il Lasipalatsi (1935). La Stazione centrale di Helsinki è tipica di un certo monumentalismo.

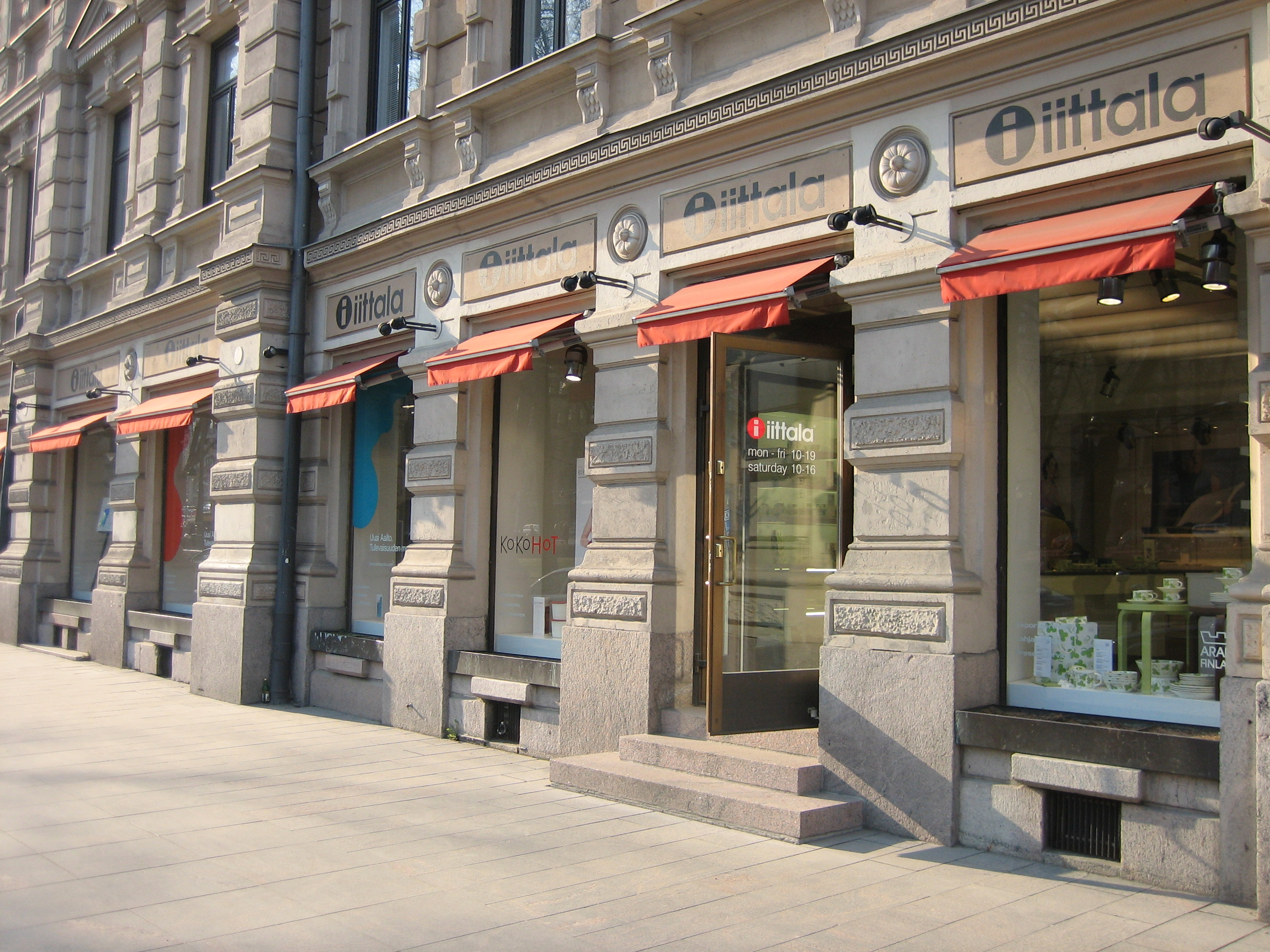
La centrale via Esplanadi con il negozio del famoso marchio di design finlandese Iittala

La Temppeliaukion kirkko, chiesa progettata da Timo e Tuomo Suomalainen, terminata nel 1969, è unica perché scavata nella roccia. Per la sua particolare architettura, è uno dei principali luoghi di interesse della capitale.
Il modernismo finlandese è stato reso famoso dalle creazioni di Alvar Aalto, quali la Casa Finlandia (1975) e la Libreria Accademica (1969). Più recenti sono invece le realizzazioni del Museo d'arte contemporanea Kiasma (1998), progettato da Steven Holl, la Casa della Musica (Musiikitalo) (2011), tutta rivestita da quadroni di marmo di Carrara e la Cappella della preghiera di Kamppi, interamente realizzata in legno e aperta al pubblico nel 2012.

## Società

### Evoluzione demografica
"Abitanti censiti"

### Lingue e dialetti
Le lingue ufficiali di Helsinki sono il finlandese e lo svedese, ma il rimanente 12,2% parla altre lingue, soprattutto nuovi immigrati russi ed estoni.
| %     | Ripartizione linguistica (gruppi principali) |
| ----- | -------------------------------------------- |
| 5,9%  | madrelingua svedese                          |
| 81,9% | madrelingua finlandese                       |

## Cultura

### Musei
- Museo nazionale della Finlandia

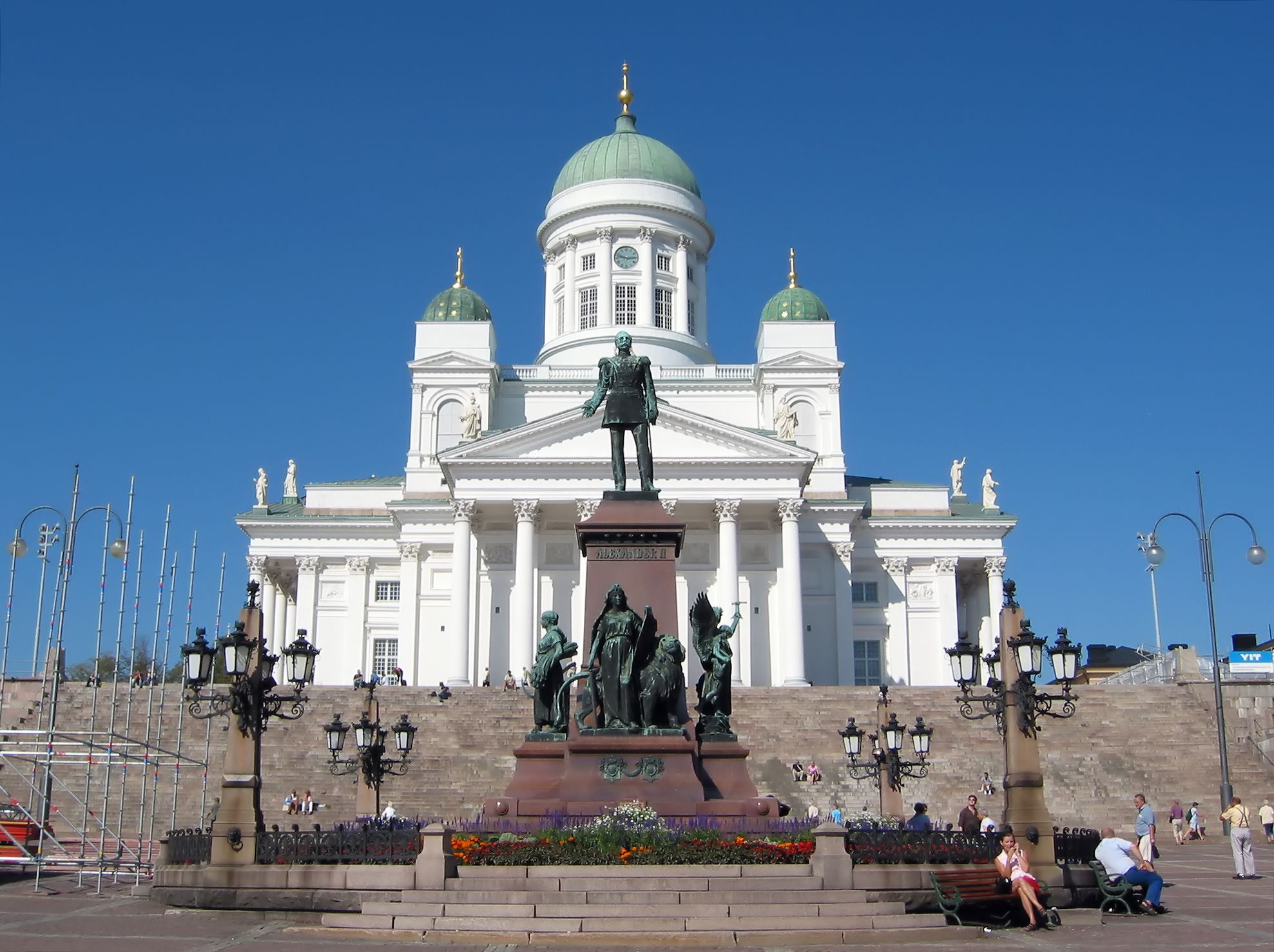
La Piazza del Senato al centro di Helsinki, sullo sfondo la Cattedrale di Helsinki, al centro della piazza la statua di Alessandro II di Russia.

  - Polittico di Santa Barbara di Meister Francke
- Museo della Scuola
- Museo dei Tram
- Museo della Centrale Elettrica
- Museo delle Culture
- Museo di Scienze Naturali
- Museo dell'architettura finlandese
- Museo dello Sport Finlandese
- Museo della Tecnica
- Museo del design di Helsinki
- Museo dell'Auto di Helsinki
- Mannerheim - Museo
- Museo del Quotidiano
- Museo della numismatica della Banca di Finlandia
- Museo dell'Università di Helsinki Arppeanum
- Museo d'Arte Contemporanea Kiasma
- Ateneum
- Museo d'Arte Sinebrychoff
- Museo d'Arte Comunale di Helsinki, Tennispalatsi
- Art Hall di Helsinki

All'interno della fortezza di Suomenlinna son presenti numerosi musei:

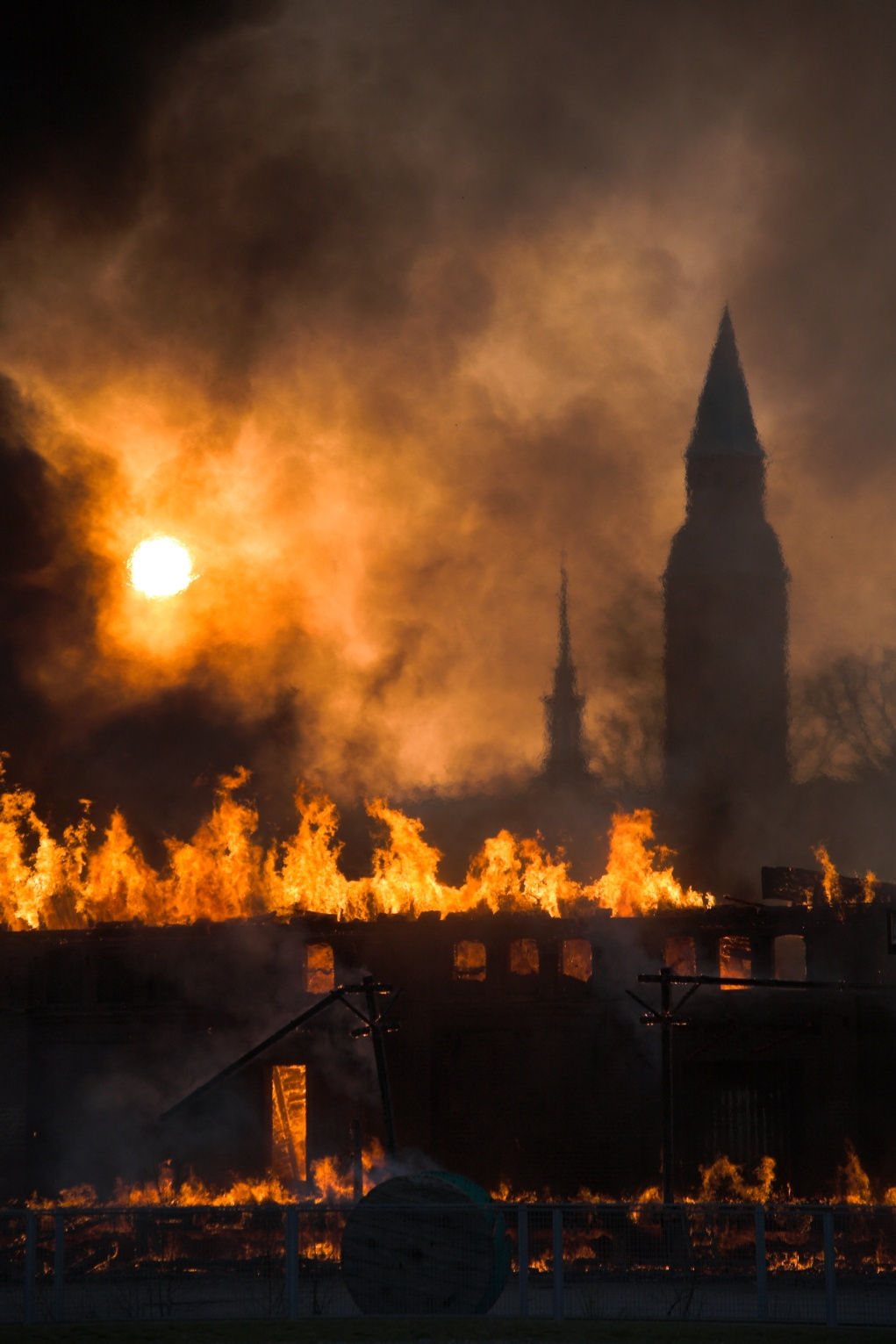
Il grande incendio dei magazzini VR, 5 maggio 2006

- Museo Suomenlinna
- Ehrensvärd-museo
- Museo dei Giocattoli
- Sommergibile Vesikko
- Museo della Guerra Maneesi
- Museo dell'Artiglieria Costiera
- Museo della Dogana

### Università
- Università di Helsinki
- Politecnico di Helsinki, parte della Università Aalto
- Hanken School of Economics

### Eventi
- 1940 XII Olimpiade (cancellata per la guerra)
- 1952 XV Olimpiade
- 1975 La Conferenza sulla Sicurezza e la Cooperazione in Europa
- 1983 Campionati del mondo di atletica leggera
- 2005 Campionati Mondiali di Atletica Leggera

Nel 2009, Helsinki fu scelta per essere la capitale mondiale del design nel 2012 dall'International Council of Societies of Industrial Design, assieme alla città di Eindhoven.
Nel 2015, Helsinki ospita 23000 ginnasti e ginnaste in occasione della quadriennale manifestazione mondiale di ginnastica non competitiva Gymnaestrada.

## Economia

### Turismo
La principale attrazione di Helsinki è l'aspetto paesaggistico: la città infatti si estende su un gran numero di isolotti collegati alla terraferma da traghetti o ponti. Helsinki è immersa nel verde d'estate e nel bianco d'inverno.
Pur essendo latitudinalmente a 710 chilometri dal circolo polare artico, ad Helsinki si può ammirare per diverse "notti estive" (da 15 giorni prima del 20 oppure 21 giugno a 15 giorni dopo con sicurezza e nitidezza), il fenomeno delle Notti Bianche che non ha niente a che vedere con il Sole di mezzanotte, bensì è un crepuscolo civile che non termina mai per tutta la durata del tempo, in cui il Sole rimane sotto l'orizzonte e che lascia il cielo solo parzialmente scurito.
Tra i luoghi di attrazione turistica vanno ricordati:
- Kauppatori, ovvero la piazza del mercato
- Temppeliaukion kirkko, una chiesa scavata nella roccia
- Helsinki Design District, zona Punavuori

## Infrastrutture e trasporti

### Trasporto pubblico

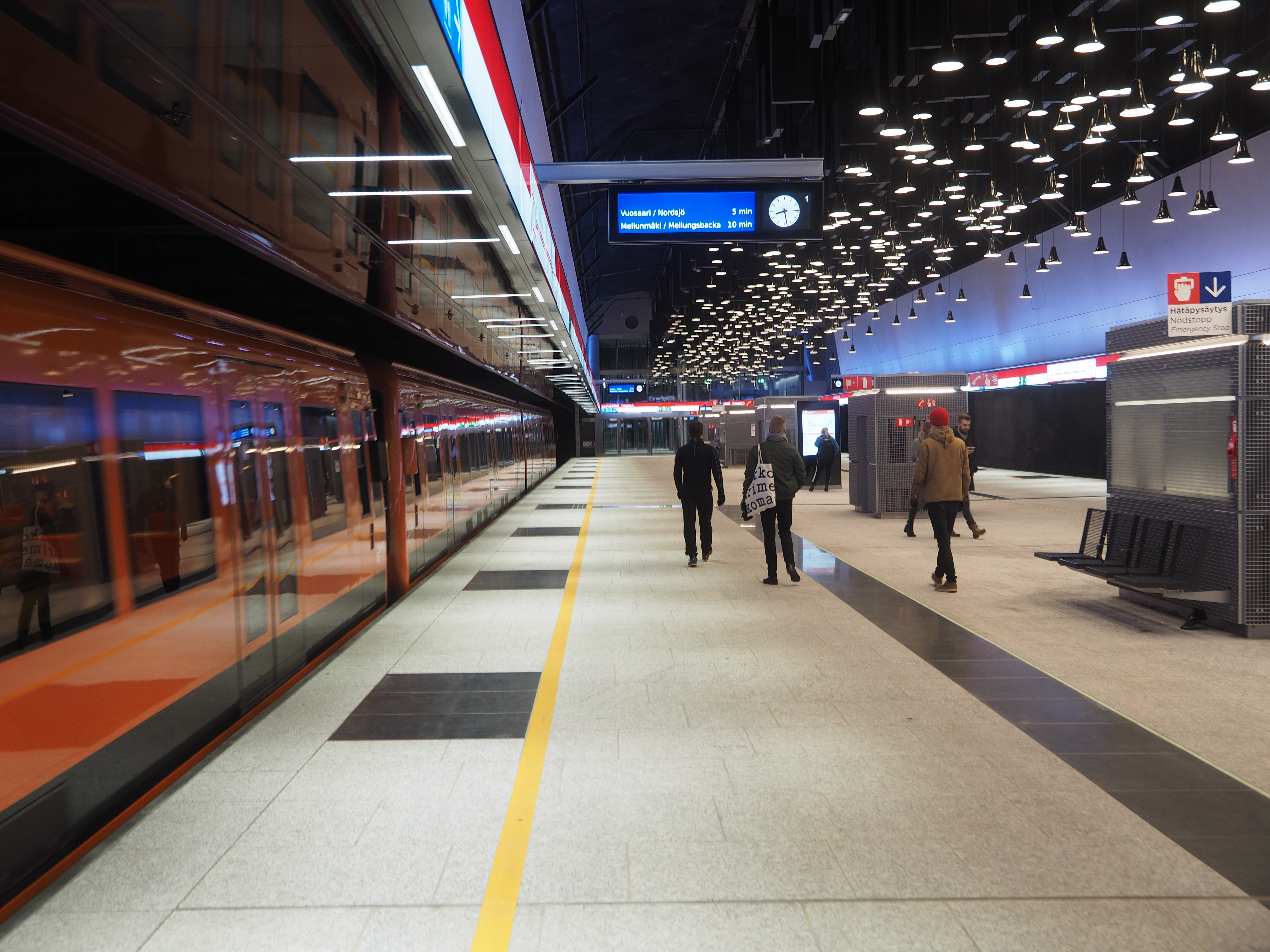
Stazione della metropolitana di Helsinki

Helsinki è l'unica città della Finlandia ad utilizzare reti tranviarie e metropolitana. In passato altre due città fecero uso di tram: Turku, che ne abbandonò l'uso nel 1972, e Vyborg, ora in Russia, che ne terminò l'utilizzo nel 1957.
La linea metropolitana, inaugurata nel 1982, è la prima ed unica linea metropolitana del paese e rimase tale fino al 1998, quando fu ampliata e ramificata in due linee diverse.
Helsinki è il centro ferroviario principale della Finlandia meridionale, ed è collegato a tutti i principali centri del paese e con la Lapponia. Sono inoltre presenti collegamenti giornalieri con San Pietroburgo e Mosca.
I sobborghi sono collegati alla città tramite una rete ferroviaria suburbana.
Il trasporto pubblico ad Helsinki è tra i meno costosi in Europa.

### Collegamenti aerei
L'aeroporto internazionale che serve la città si trova a Vantaa, a circa 20 km dal centro cittadino.
Inoltre è presente anche un aeroporto minore, quello di Malmi per collegamenti interni.

### Collegamenti marittimi

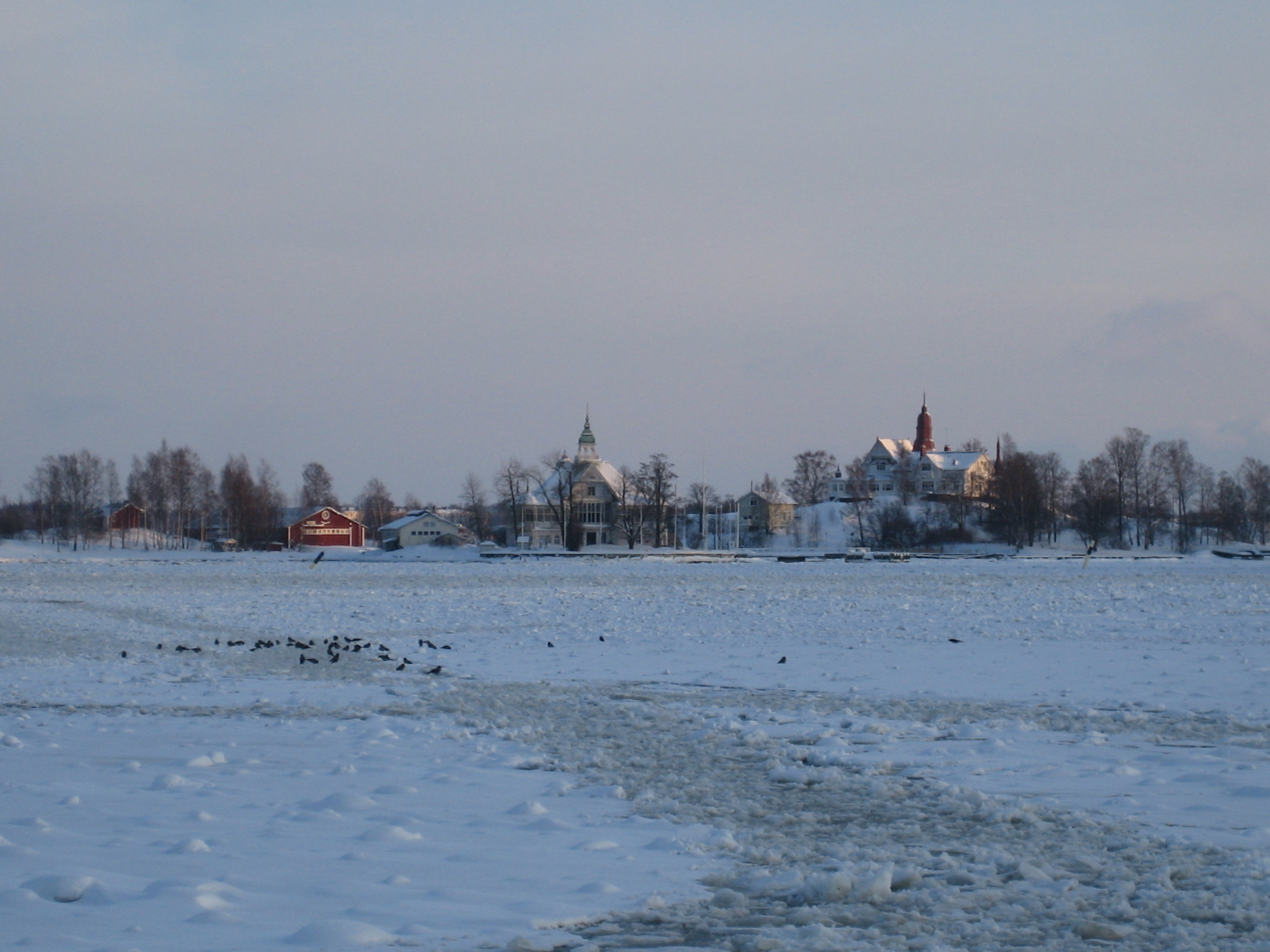
Il porto di Helsinki con il mare ghiacciato per gran parte dell'inverno

Helsinki ha un porto importante per i traghetti (per esempio per Rostock, Stoccolma e Tallinn).
Vi sono inoltre dei collegamenti marittimi interni che conducono a degli isolotti limitrofi alla capitale, tra cui Suomenlinna. Trattasi di una meta turistica molto ambìta, in cui si possono apprezzare i paesaggi naturali e incontaminati che il Paese può vantare.

## Amministrazione

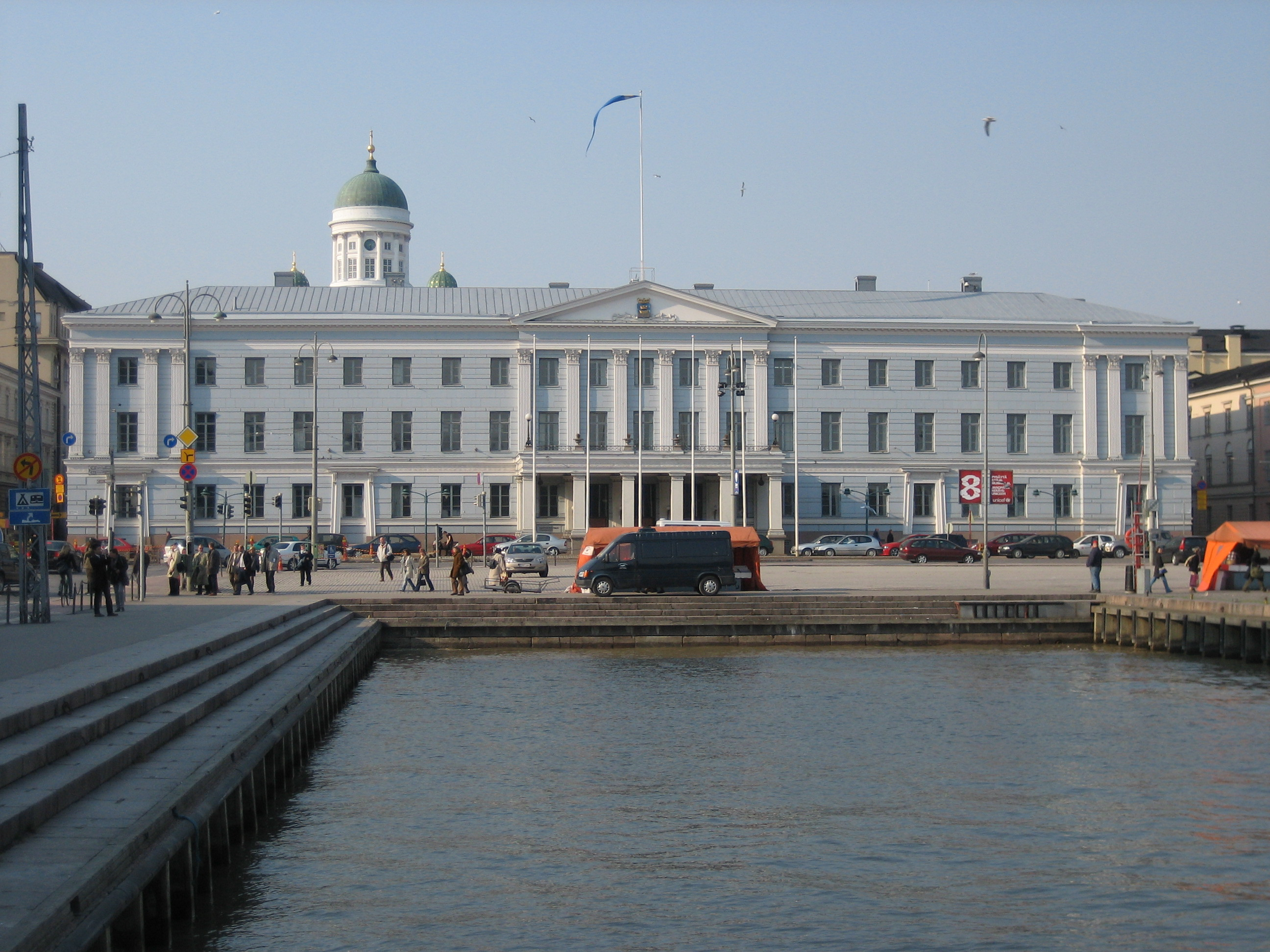
Il palazzo del Municipio di Helsinki

### Gemellaggi
- Copenaghen
- Nuuk
- Oslo
- Reykjavík
- Stoccolma[12]
- Tórshavn

## Sport

### Hockey su ghiaccio

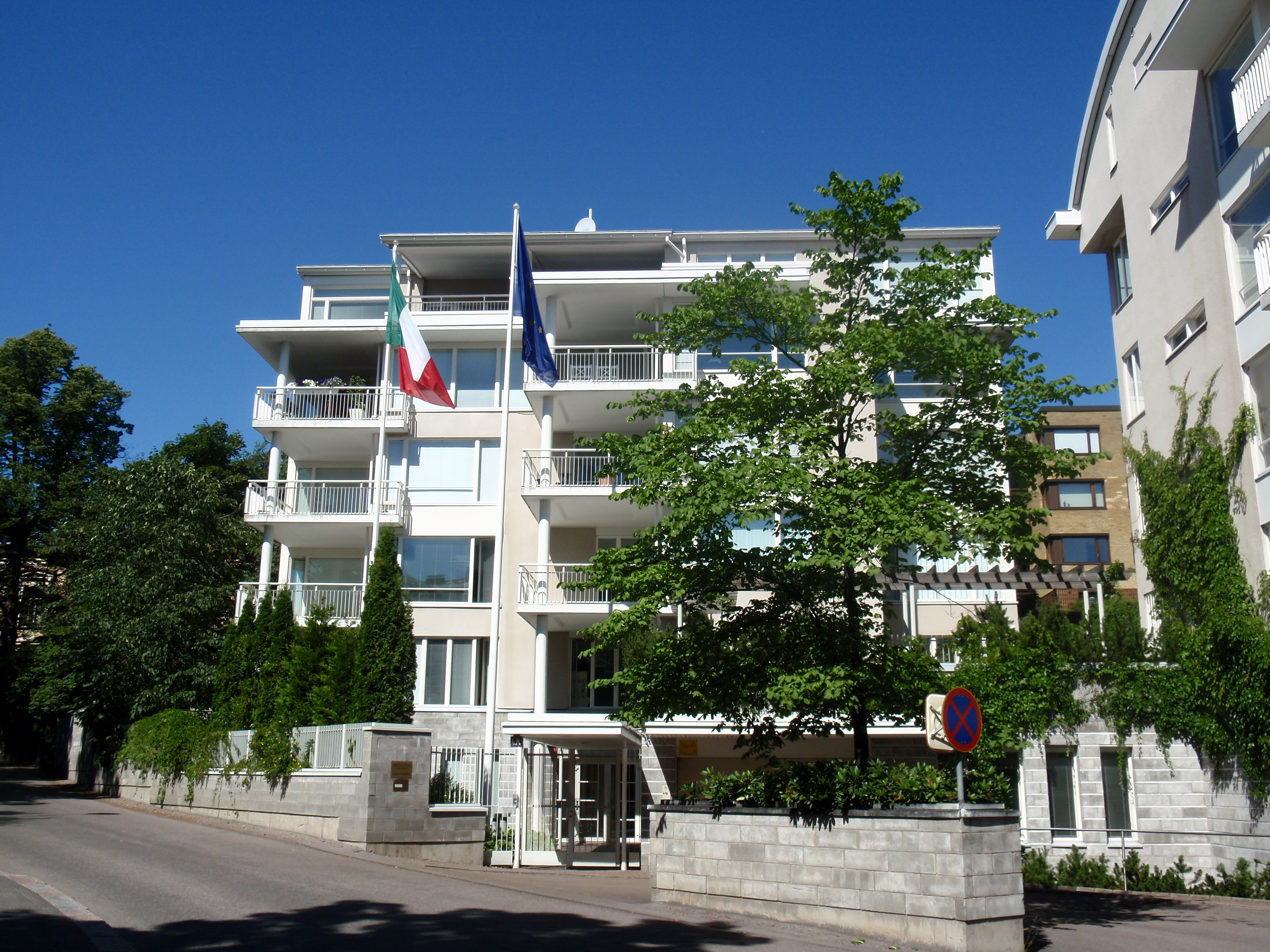
Ambasciata italiana a Helsinki

Le due squadre principali sono:
- Jokerit
- Ambasciata italiana a HelsinkiHIFK (hockey su ghiaccio)

### Calcio
Le principali squadre di calcio di Helsinki sono:
- Helsingin Jalkapalloklubi
- Helsingfors IFK
- FC Kiffen 08

### Football americano
A Helsinki sono o sono state presenti diverse squadre di football americano:
- gli Helsinki Roosters, una delle squadre più titolate d'Europa, in quanto 21 volte campioni nazionali, vincitori di 5 campionati femminili, di un EFAF Eurobowl, di una IFAF Europe Champions League e di una IFAF Northern European Football League
- gli Helsinki Wolverines, una volta campioni nazionali e 4 volte campioni nazionali femminili
- gli East City Giants, 5 volte campioni nazionali
- gli Helsinki GS Demons, 5 volte campioni nazionali femminili (la sezione maschile ha chiuso nel 2007, quella femminile nel 2016)
- gli Helsinki 69ers (chiusi nel 2015)
- i Malmi Blaze

Sono inoltre nati a Helsinki gli Espoo Colts, trasferiti a Espoo nel 1991 e chiusi nel 1996.